# Liu Cong (dinastia Han)
En aquest nom xinès, el cognom és Liu (劉).
Liu Cong fou el segon fill del famós senyor de la guerra Liu Biao durant el període dels Tres Regnes de la Xina.

## Biografia
La llar ancestral de Liu Cong estava a Gaoping, Shanyang (en l'actualitat Zoucheng, Shandong). Ell era el segon fill de Liu Biao, el Governador de la Província de Jing (荊州; cobrint Hubei i Hunan avui en dia). Era descendent de Liu Yu, el Príncep Gong de Lu i tenia un germà major, Liu Qi, que també va nàixer de la primera esposa de Liu Biao, la Dama Chen. Sa mare moriria prematurament.
Liu Biao inicialment va afavorir el seu fill major Liu Qi perquè s'assemblava a ell en aparença. Liu Cong més tard es va casar amb la neboda de la segona esposa de Liu Biao, la Dama Cai. A causa d'això, la família Cai s'inclinava a donar suport a Liu Cong, i sovint malparlaven de Liu Qi davant de Liu Biao. Liu Qi va caure en desgràcia del seu pare i aquest últim va prioritzar el suggeriment de Zhuge Liang d'abandonar la capital de la província de Jing, Xiangyang, i anar a la Comandància Jiangxia. D'altra banda, Liu Biao s'estimava profundament Liu Cong i volia que el seu fill menut el succeïra com a Governador de la Província de Jing. Com a conseqüència, van aparéixer desavinences entre Liu Cong i Liu Qi.
Liu Cong només manà durant un mes després de la mort del seu pare en l'agost del 208. En setembre del 208, Cao Cao, un prominent senyor de la guerra del nord, comença la seua invasió de Jingzhou. Liu Cong es lliurà el mateix mes. El seu futur després de la seua captura és incert i no s'esmenta en els registres històrics.

## Informació personal
- Pare
  - Liu Biao
- Germà
  - Liu Qi